# Шатунов, Михаил Семёнович
Михаил Семёнович Шатунов (25.02.1930 — 19.10.2012) — бригадир вышкомонтажников производственного объединения «Удмуртнефть» Министерства нефтяной промышленности СССР. Кавалер Ордена Трудовой Славы.

## Биография
Родился 25 февраля 1930 года в деревне Утяшкино, Заинского района Татарской АССР, в крестьянской семье.
В нефтедобывающей отрасли начал работать с сентября 1949 года плотником в тресте «Татбурнефть». Освоил в совершенстве профессию бурильщика скважин, добился высоких трудовых показателей. Работал в вышкомонтажных конторах трестов «Татбурнефть», «Бугульманефтегазразведка», «Альметьебурнефть». Ему довелось осваивать нефтяные месторождения в Татарстане, Сибири, Пермской области. В течение года, с января 1960 по февраль 1961 года находился в заграничной командировке, обучал нефтяников Индии технике бурения.
С 1969 года трудился в созданном нефтепромысловом управлении «Удмуртнефть». Работал бригадиром вышкомонтажников, прорабом вышкомонтажного участка. Бригадой Шатунова на удмуртской земле поставлено больше тысячи нефтяных вышек. Бригада была первым коллективом вышкомонтажников в республике, возводила первые буровые вышки, но и позже, уже с созданием вышкомонтажной конторы предприятия, она оставалась первой — в работе, соцсоревновании, рекордах. Для сокращения сроков сооружения буровых установок бригада Шатунова первой в Удмуртии перешла на непрерывный цикл строительства, усовершенствовала технологические схемы монтажа, уделяя при этом большое внимание вопросам организации труда. Эти и другие организационные мероприятия предопределили успех бригады. Однажды коллективу удалось перевезти и установить вышку с места на место за кратчайшее время — 2 часа 52 минуты.
Вышкомонтажники работали по примеру бригадира — чётко, ответственно, слаженно, оперативно. М. С. Шатунов стремился использовать в повседневной работе достижения науки и техники в области вышкостроения, всё самое интересное и передовое его бригада непременно внедряла в производство. Сам бригадир был активным рационализатором, постоянно изыскивавшим новые резервы для успешной работы. Автор 12 эффективных рационализаторских предложений. Из года в год плановые задания коллектив Шатунова выполнял со значительным опережением, выступая инициатором многих трудовых починов.
Указами Президиума Верховного Совета СССР в 1976 и 1981 годах награждён орденами Трудовой Славы 3-й и 2-й степени.
Указом Президиума Верховного совета СССР от 9 апреля 1985 года Шатунов Михаил Семёнович награждён орденом Трудовой Славы 1-й степени. Стал полным кавалером ордена Трудовой Славы.
Работал на предприятии до выхода на пенсию в 1994 году. Жил в городе Ижевске. Умер 19 октября 2012 года. Похоронен на участке почётных захоронений Хохряковского кладбища города Ижевска.

## Награды
Награждён орденами Трудового Красного Знамени, Трудовой Славы 1-й, 2-й и 3-й степеней, медалями. Лауреат Государственной премии СССР.